# (9232) Miretti
(9232) Miretti est un astéroïde de la ceinture principale.

## Description
(9232) Miretti est un astéroïde de la ceinture principale. Il fut découvert le 31 janvier 1997 à Pianoro par Vittorio Goretti. Il présente une orbite caractérisée par un demi-grand axe de 2,16 UA, une excentricité de 0,09 et une inclinaison de 3,3° par rapport à l'écliptique.

## Compléments